# Mont Pellegrino
 (juin 2024).
Si vous disposez d'ouvrages ou d'articles de référence ou si vous connaissez des sites web de qualité traitant du thème abordé ici, merci de compléter l'article en donnant les références utiles à sa vérifiabilité et en les liant à la section « Notes et références ».
 (juin 2024).
Le contenu est difficilement compréhensible vu les erreurs de traduction, qui sont peut-être dues à l'utilisation d'un logiciel de traduction automatique.
Le mont Pellegrino est un sommet calcaire situé à Palerme, la capitale de la Sicile. D'une  altitude de 606 mètres, il constitue un promontoire qui s'avance dans la mer Tyrrhénienne et qui ferme l'extrémité nord du golfe de Palerme. Son versant nord-ouest forme la limite sud-est de la baie de Mondello, tandis qu'à ses pieds s'étend le quartier de Montepellegrino. Au XVIIIe siècle, Johann Wolfgang von Goethe l'a qualifié de « plus beau promontoire du monde » dans son essai Voyage en Italie.
En raison de la richesse des vestiges fossiles, qui comprennent des restes de faune et de vertébrés considérés comme les plus anciens de la région, des preuves historiques — y compris des exemples d'art préhistorique trouvés dans la grotte de l'Addaura — et de l'intérêt botanique lié aux néo-endémismes, la montagne est identifiée comme un site d'intérêt communautaire, élevé au rang de zone spéciale de conservation par la directive habitats. Depuis 1996, il abrite la réserve naturelle orientée du même nom, créée pour préserver la longue série de particularités qui comprennent les aspects naturalistes, géologiques, paysagers, archéologiques, monumentaux et historico-militaires. Le promontoire a également un intérêt pour la faune, qui abrite différentes espèces de rapaces qui peuplent les falaises et la conservation des hémiptères aquatiques, ces derniers ayant fait l'objet d'importantes recherches zoologiques, initiées dans les années 1950 par George Evelyn Hutchinson pour le compte de l'Université Yale, qui ont démontré que, dans des conditions environnementales particulières, deux espèces ou plus peuvent coexister.
À 458 m se trouve le sanctuaire de Santa Rosalia, sainte patronne de Palerme. Des fêtes et des processions sont régulièrement organisées, la plus importante étant l'acchianata, le 4 septembre. Le site comprend en outre une réserve naturelle.

## Toponymie
L'origine étymologique a fait l'objet de nombreuses recherches, notamment dans les Memorie storiche (1750) du marquis de Villabianca, dans le Lexicon topografico Siculum (1757) de l'historien Vito Maria Amico et dans la Topografica di Palermo (1818) de l'abbé Scinà. Les spécialistes s'accordent à identifier le mont Ercte (Εἱρκτή), décrit par Polybe dans le récit des guerres puniques, avec le mont Pellegrino :

« La dix-huitième année de cette guerre, les Carthaginois ayant fait Amilcar, surnommé Barca, général de leurs armées, ils lui donnèrent le commandement de la flotte. Celui-ci partit aussitôt pour aller ravager l’Italie ; il fit du dégât dans le pays des Locriens et des Bruttiens ; de là, il prit avec toute sa flotte la route de Palerme, et s’empara d’Ercte, place située sur la côte de la mer, entre Éryce et Palerme, et très-commode pour y loger une armée, même pour long-temps ; car c’est une montagne qui, s’élevant de la plaine jusqu’à une assez grande hauteur, est escarpée de tous côtés, et dont le sommet a au moins cent stades de circonférence. »

Εἱρκτή, en grec, signifie « sur le château », un lieu clos ou fortifié, d'où l'on peut éloigner les ennemis (Cluverius). Les Grecs l'appelaient Εἱρκτή en raison de ses parois rocheuses particulièrement abruptes. Pour les Romains, qui arrivèrent plus tard à Palerme, cette montagne était hostile et inaccessible : le nom fut donc converti d'Ercte en Peregrinus, c'est-à-dire « étrangère » (Peregrinus, en latin classique, désignait l'étranger) : en effet le séjour des Carthaginois sur la montagne dura trois ans, sans que les troupes romaines ne parviennent à prendre le dessus.

## Géographie

### Topographie

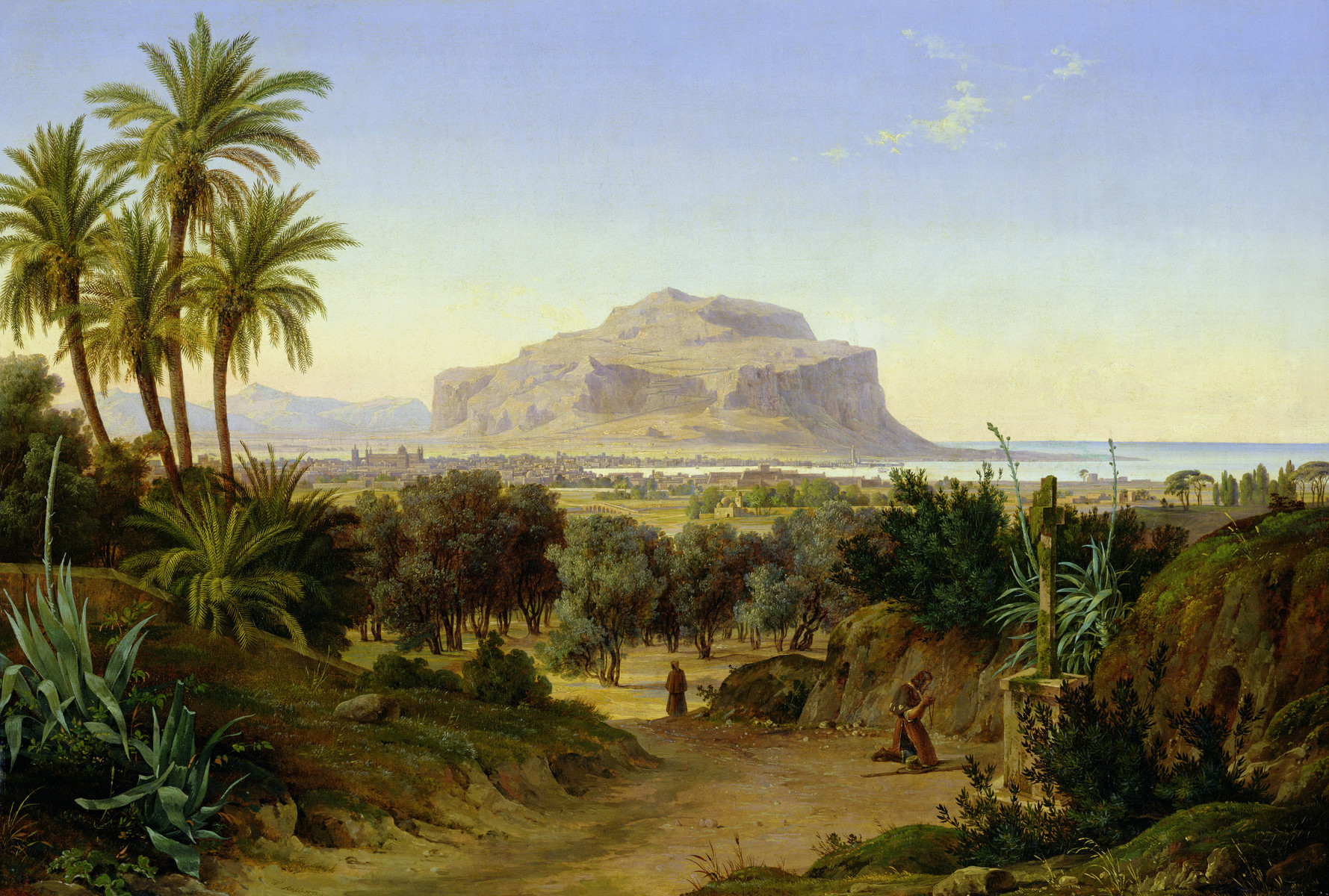
Vue de Palerme avec le Mont Pellegrino, par August Wilhelm Julius Ahlborn, 1831.

Le mont Pellegrino est une montagne isolée, s'avançant dans le sud de la mer Tyrrhénienne, qui domine le golfe de Palerme au nord et ferme le golfe de Mondello au sud. Sa hauteur lui permet d'être visible de n'importe quel point de la plaine sur laquelle se trouve la ville, ce qui en fait l'un de ses symboles les plus représentés. La majeure partie de son périmètre est bordée de falaises abruptes, qui atteignent leur plus grande hauteur du côté de la mer et sont parsemées de grottes et de fractures, dont certaines ont été utilisées par l'homme comme abris naturels depuis la Préhistoire. Les grottes à développement horizontal prédominant ont généralement des entrées situées entre zéro et cent mètres au-dessus du niveau de la mer et leur origine et leur évolution sont liées à l'action karstique et aux variations relatives du niveau de la mer, tandis que les grottes à développement vertical prédominant s'ouvrent sur le plateau et sont d'origine tectonique, disposées le long de grandes failles ou de fissures dans la masse rocheuse causées par les mouvements de la croûte terrestre. Dans le cadastre spéléologique italien de la province de Palerme, 134 grottes, gouffres et abîmes ont été recensés.
Il présente une structure géomorphologique irrégulière et un relief extrêmement varié, riche en plateaux praticables caractérisés par des phénomènes karstiques, où l'eau ne s'écoule pas en surface mais s'infiltre dans de nombreux ravins pour réapparaître ensuite sous forme de sources.
Les quelques vallées encaissées sont abruptes et étroites, fermées sur les côtés par des murs et des falaises très abruptes. Avant la construction des deux routes praticables en voiture – via Bonanno et via Ercta, construites respectivement en 1924 et 1952 – ouvertes en entaillant les parois rocheuses moins abruptes, l'ascension au sommet était possible depuis la Valle del Porco, vraisemblablement utilisée par les Carthaginois en 274 av. J.-C. et où l'archéologue Bonacasa a identifié des inscriptions remontant au VIIe siècle av. J.-C. ; l’ascension était également possible en passant par la Scala Vecchia, construite entre 1674 et 1725, empruntée par les pèlerins et les pénitents qui se rendaient au sanctuaire de Santa Rosalia.
Sur le versant sud, le Pizzo Volo dell'Aquila et le Primo Pizzo s'élèvent presque symétriquement à l'est et à l'ouest, séparés par la dépression morphologique où s'élève la Scala Vecchia. Le versant oriental qui fait face à la mer est celui qui est dominé par les parois rocheuses les plus élevées — 360 m de dénivelé au niveau de la paroi qui surplombe l'éperon isolé du Pizzo Monaco — bordées d'incisions abruptes, coïncidant avec des failles, où les éboulis ont formé des cônes de déjection qui s'élèvent jusqu'à environ un tiers, voire la moitié, de la dénivellation totale : c'est là que grimpe l'« échelle de Perciata », au nord de la grotte d'Addaura qui, depuis l'Antiquité jusqu'à nos jours, a permis un accès, certes peu aisé, au sommet. Le trait morphologique marquant du versant nord, qui domine le golfe de Mondello, est la présence de l'abrupte Cresta di Valdesi, à l'est de laquelle grimpe le sentier Vuletta Grande, et de la rampe sous le Pizzo Rufuliata, sur laquelle s'enroulent les virages en épingle à cheveux de l'itinéraire Ercta. Le versant occidental présente également des parois abruptes, verticales ou en surplomb, qui couvrent toutefois un dénivelé moins important que celles du versant opposé et présentent une disposition planimétrique moins déchiquetée, qui détermine une accumulation de strates détritiques selon une bande assez régulière.

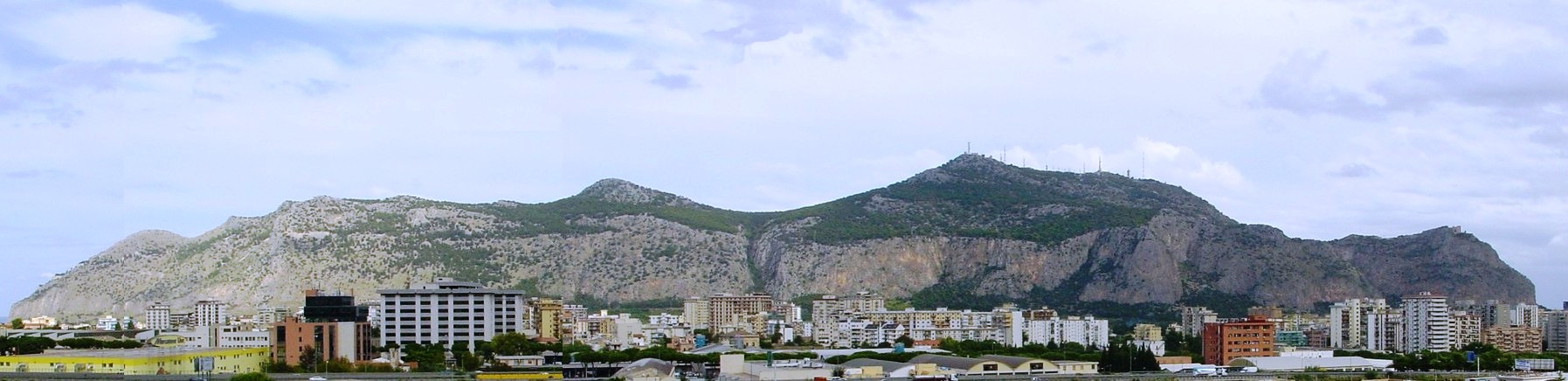
Vue panoramique du mont Pellegrino.

### Géologie
La montagne est géologiquement homogène : en effet, elle est presque entièrement constituée de roches sédimentaires, avec une prédominance de calcaire, formé au cours du Mésozoïque. Ces dépôts sont riches en fossiles, y compris d'abondants restes de rudistes, une espèce de mollusques bivalves avec une coquille caractéristique. On pense que, comme les coraux actuels, ils ont créé de véritables bioconstructions dans les environnements où ils étaient répartis. Vivant exclusivement dans les mers chaudes du Crétacé, ces mollusques ont contribué par leur accumulation à la formation de dépôts remarquables, les « calcaires de rudistes » : pour cette raison, ils sont considérés comme d'excellents fossiles guides pour la datation de la troisième période géologique du Mésozoïque.

### Climat
Compte tenu de la disposition géographique des reliefs, selon la classification de Salvador Rivas Martínez (it), le versant nord relève du thermotype thermo-méditerranéen supérieur, car il est exposé à l'influence directe des courants humides de la mer Tyrrhénienne et à des périodes d'ombrage accru tout au long de la journée. Le versant sud, quant à lui, est caractérisé par des thermotypes et des ombrotypes allant du sec supérieur au subhumide inférieur. D'un point de vue bioclimatique, le mont Pellegrino se situe dans la bande bioclimatique thermo-méditerranéenne inférieure, avec un ombrotype sec supérieur, une température annuelle moyenne de 18 °C et des précipitations de 629 mm par an en moyenne.

### Flore
Durant l'Antiquité, le mont Pellegrino était riche en végétation, composée principalement d'euphorbes et d'oliviers sauvages. Cependant, sa proximité avec la ville a entraîné une diminution importante des secteurs arborés au cours des siècles, en raison de la déforestation liée à l'utilisation du bois et aux besoins du pâturage : dès le XVIe siècle, l'historien Tommaso Fazello documente l'aspect stérile pris par le massif calcaire, dont la végétation originelle n'a été conservée que dans les endroits inaccessibles. À la fin du XIXe siècle, la bourgeoisie palermitaine a ordonné le reboisement de la montagne, en faisant planter des pins, des cyprès et des eucalyptus, donnant ainsi naissance aux forêts artificielles qui caractérisent son image aujourd'hui.

## Histoire

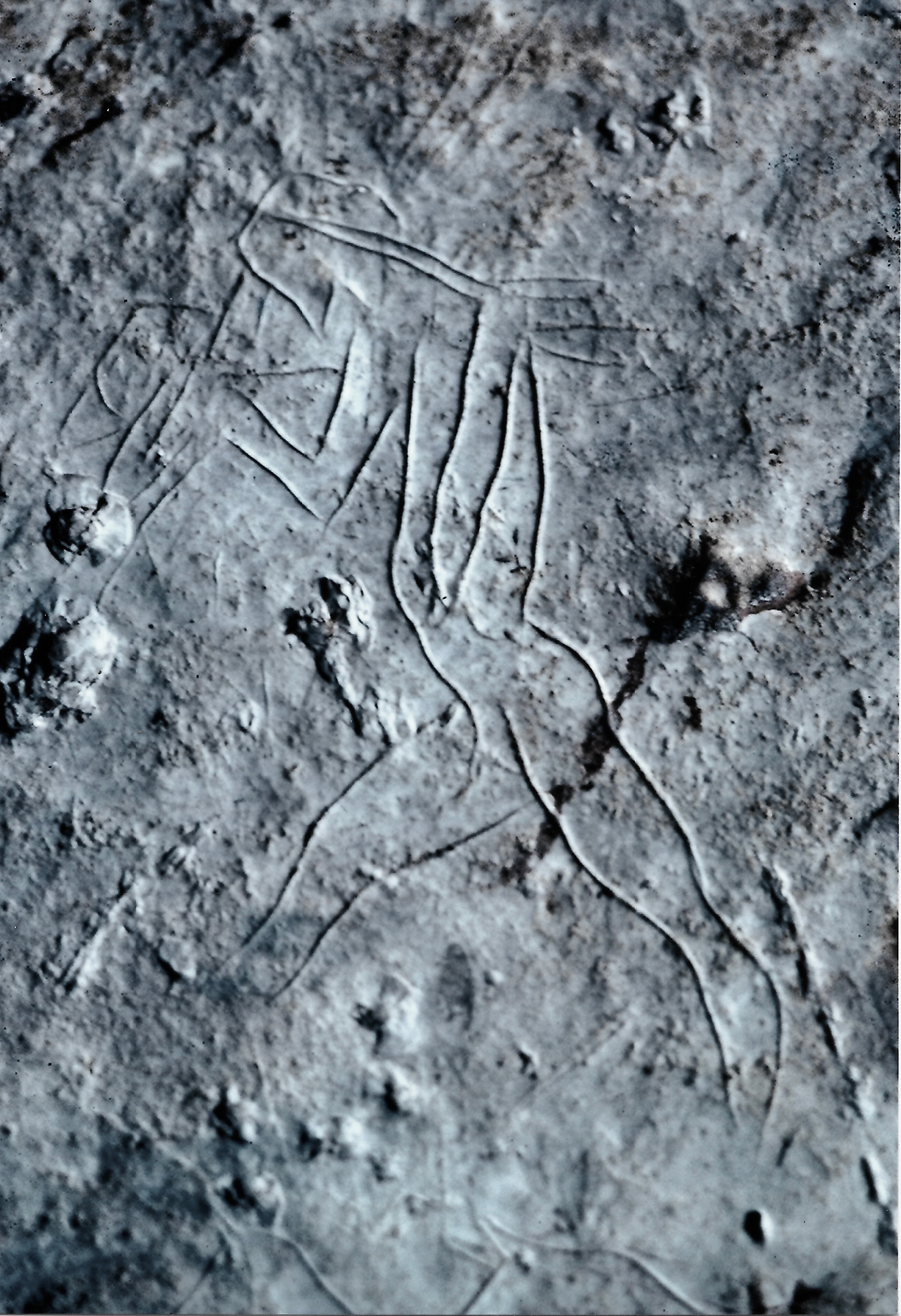
Représentation préhistorique dans la grotte d'Addaura.

La vie humaine sur le mont Pellegrino remonte au Paléolithique supérieur, lorsque les grottes du promontoire furent colonisées par les premières tribus préhistoriques ayant dominé la Conca d'Oro : certaines grottes servaient d'abri, tandis que d'autres, comme le suggèrent les gravures rupestres de la grotte de l'Addaura et les inhumations qu'on y trouve, servaient de lieux de sépulture et de sacrifices chamaniques.
Pendant les siècles de domination phénicienne, la montagne a été utilisée pour le culte de Tanit, la déesse de la fertilité. Les vestiges de l'édicule dédié à ce culte sont situés dans une grotte traversée par une strate aquifère, probablement choisie en raison du caractère sacré attribué par les païens au symbole de l'eau : cette même grotte est également utilisée pour des services religieux par les Byzantins, devenant par la suite le principal lieu de culte lié à la sainte patronne de la ville.
Avec le déclenchement de la première guerre punique, sous l'hégémonie de Carthage, les propriétés physiques du massif furent exploitées au niveau stratégique et militaire par le général Hamilcar Barca qui, en 247 av. J.-C., débarqua sur la côte nord de la Sicile — dans le golfe de Mondello, selon la thèse la plus accréditée, bien que certains chercheurs émettent l'hypothèse que le point d'arrivée coïncide avec l'actuelle Acquasanta — pour conquérir ce que l'historien Polybe mentionne sous le nom d'Ercte, attribué par les Grecs à l'actuel mont Pellegrino et se référant précisément à ses parois rocheuses particulièrement abruptes, qui en faisaient une forteresse naturelle pour le campement carthaginois : la masse calcaire du promontoire, sa difficile accessibilité et la présence de nombreuses cavernes d'où l'on pouvait tendre des embuscades, permirent aux troupes d'Hamilcar de résister pendant trois ans aux Romains qui occupaient Panormus. Pour ces derniers, la montagne s'avéra imprenable. On pense qu'après avoir débarqué sur l'île, les guerriers puniques ont escaladé le relief par la Valle del Porco, considérée comme l'une des rares voies accessibles, et qu'après s'être installés au sommet, ces derniers ont utilisé des structures défensives pour contrôler le périmètre. Les fondations de deux tours, de nombreux fragments de céramique, des pièces de monnaie, des pierres effondrées et des briques documentent une occupation de la zone en deux phases distinctes : une première qui peut être datée entre la fin du IVe siècle av. J.-C. et la première moitié du IIIe siècle av. J.-C., suivie d'un abandon de durée indéterminée, et une seconde phase plus stable qui va du IIIe siècle av. J.-C., coïncidant avec l'occupation d'Hamilcar Barca, jusqu'à la fin de l'époque impériale romaine.